# Dylan and the Dead
Lives par Bob Dylan
Down in the Groove
(1988) Oh Mercy
(1989)
Lives par Grateful Dead
Dead Zone
(1987) Built to Last
(1989)
Dylan & the Dead est un album en concert de Bob Dylan et le Grateful Dead. Il est sorti en 1989 sur le label Columbia Records.

## Histoire
En juillet 1987, Bob Dylan et le Grateful Dead donnent une série de six concerts dans des grands stades aux États-Unis, trois dans le Nord-Est et trois sur la côte Ouest. Ces concerts sont divisés en deux parties. La première est assurée par le Grateful Dead, puis Dylan les rejoint pour la deuxième partie, durant laquelle le Dead sert de groupe d'accompagnement au chanteur. Les dates de leur tournée commune sont les suivantes :
- le 4 juillet 1987 au Sullivan Stadium de Foxborough, dans le Massachusetts ;
- le 10 juillet 1987 au John F. Kennedy Stadium de Philadelphie, en Pennsylvanie ;
- le 12 juillet 1987 au Giants Stadium de East Rutherford, dans le New Jersey ;
- le 19 juillet 1987 au Autzen Stadium de Eugene, dans l'Oregon ;
- le 24 juillet 1987 au Oakland–Alameda County Coliseum d'Oakland, en Californie ;
- le 26 juillet 1987 au Anaheim Stadium de Anaheim, en Californie[6].

L'album Dylan and the Dead, publié dix-huit mois plus tard, présente sept chansons interprétées par Dylan avec le Dead lors de quatre des six concerts de la tournée. Les critiques sont mauvaises : dans Rolling Stone, le journaliste David Fricke (en) décrit ce disque comme « typique de la fin des années 80 pour Dylan : il suscite des attentes élevées, ce qui le rend fascinant, mais n'arrive jamais à les satisfaire, ce qui le rend frustrant ». Robert Christgau juge quant à lui que l'appât du gain est la seule raison d'être de cet album. Malgré cela, il réalise de bonnes ventes aux États-Unis, où il se classe no 37 du Billboard 200 et finit certifié disque d'or.
Le quatrième volume de la série de DVD View from the Vault reprend l'intégralité des concerts donnés par le Dead sans Dylan les 24 et 26 juillet.

## Fiche technique

### Titres
Toutes les chansons sont écrites et composées par Bob Dylan, sauf Joey (en), co-écrite par Dylan avec Jacques Levy (en).
| 1. | Slow Train               | le 4 juillet à Foxborough | 4:54 |
| 2. | I Want You               | le 24 juillet à Oakland   | 3:59 |
| 3. | Gotta Serve Somebody     | le 26 juillet à Anaheim   | 5:42 |
| 4. | Queen Jane Approximately | le 19 juillet à Eugene    | 6:30 |

| 5. | Joey (en)                 | le 4 juillet à Foxborough | 9:10 |
| 6. | All Along the Watchtower  | le 26 juillet à Anaheim   | 6:17 |
| 7. | Knockin' on Heaven's Door | le 26 juillet à Anaheim   | 6:35 |

### Musiciens
- Bob Dylan : chant, guitare
- Jerry Garcia : guitare, chœurs
- Bob Weir : guitare, chœurs
- Brent Mydland : claviers, chœurs
- Phil Lesh : basse, chœurs
- Bill Kreutzmann : batterie
- Mickey Hart : batterie

### Équipe de production
- Jerry Garcia, John Cutler : production
- John Cutler, Guy Charbonneau : ingénieurs du son
- Gary Hedden, David Roberts, Peter Miller, Billy Rothschild, Chris Wiskes : ingénieurs du son supplémentaires
- Rick Griffin : illustration
- Herb Greene : photographie

### Classements et certifications
| Pays (classement)             | Meilleure position |
| ----------------------------- | ------------------ |
| États-Unis (Billboard 200)    | 37                 |
| Royaume-Uni (UK Albums Chart) | 38                 |

| Pays              | Certification | Date        | Ventes certifiées |
| ----------------- | ------------- | ----------- | ----------------- |
| États-Unis (RIAA) | Or            | 3 août 1989 | 500 000           |